# Cantó de Le Havre-1
El cantó de Le Havre-1 és un cantó francès del departament del Sena Marítim, situat al districte de Le Havre. Compta amb part del municipi de Le Havre.

## Municipis
- Le Havre

## Història
| Data d'elecció                           | Identitat       | Partit           | Qualitat |
| ---------------------------------------- | --------------- | ---------------- | -------- |
| 1945-1955                                | Pierre Guinard  | PCF              |          |
| 1955-1985                                | M. Denis        | UDR, després RPR |          |
| 1985-                                    | Annie Guillemet | RPR, després UMP |          |
| les dades anteriors no són pas conegudes |                 |                  |          |
|                                          |                 |                  |          |